# Martinišće
 Martinišće  falu Horvátországban Krapina-Zagorje megyében. Közigazgatásilag Zabokhoz  tartozik.

## Fekvése
Zágrábtól 25 km-re északra, községközpontjától  4 km-re nyugatra Horvát Zagorje és a megye déli részén fekszik.

## Története
A településnek 1857-ben 193, 1910-ben 345 lakosa volt. Trianonig Varasd vármegye Klanjeci járásához tartozott. 2001-ben 360 lakosa volt.

## Külső hivatkozások
- Zabok hivatalos oldala
- A zaboki Szent Ilona plébánia honlapja